# 자치현
자치현(自治县)은 중화인민공화국의 민족구역자치 행정 체제의 일종이다. 2003년 말을 기준으로 전국에 117개의 자치현이 있다.

## 간쑤성
간쑤성에는 후이족, 위구족 등  7개의 자치현이 있다.
- 장자촨 후이족 자치현(张家川回族自治县) - 톈수이시(天水市)
- 쑤난 위구족 자치현(肃南裕固族自治县) - 장예시(张掖市)
- 아커싸이 카자흐족 자치현(阿克塞哈萨克族自治县) - 주취안시(酒泉市)
- 쑤베이 몽골족 자치현(肃北蒙古族自治县) - 주취안시
- 톈주 티베트족 자치현(天祝藏族自治县) - 우웨이시(武威市)
- 둥샹족 자치현(东乡族自治县) - 린샤 후이족 자치주(临夏回族自治州)
- 지스산 바오안족 둥샹족 사라족 자치현(积石山保安族东乡族撒拉族自治县) - 린샤 후이족 자치주

## 광둥성
광둥성에는 3개의 야오족, 좡족 자치현이 있다.
- 루위안 야오족 자치현(乳源瑶族自治県)- 사오관시(韶关市)
- 롄산 좡족 야오족 자치현(連山壮族瑶族自治県) - 칭위안시(清远市)
- 롄난 야오족 자치현(連南瑶族自治県) - 칭위안시

## 광시 좡족 자치구
광시 좡족 자치구에는 12곳의 좡족, 야오족, 둥족, 먀오족, 무라오족, 마오난족 자치현이 있다.
- 룽수이 먀오족 자치현(融水苗族自治县) - 류저우시(柳州市)
- 싼장 둥족 자치현(三江侗族自治县) - 류저우시
- 룽성 각족 자치현(龙胜各族自治县) - 구이린시(桂林市)
- 궁청 야오족 자치현(恭城瑶族自治县) - 구이린시
- 룽린 각족 자치현(隆林各族自治县) - 바이써시(百色市)
- 푸촨 야오족 자치현(富川瑶族自治县) - 허저우시(贺州市)
- 두안 야오족 자치현(都安瑶族自治县) - 허츠시(河池市)
- 뤄청 무라오족 자치현(罗城仫佬族自治县) - 허츠시
- 바마 야오족 자치현(巴马瑶族自治县) - 허츠시
- 환장 마오난족 자치현(环江毛南族自治县)- 허츠시
- 다화 야오족 자치현(大化瑶族自治县) - 허츠시
- 진슈 야오족 자치현(金秀瑶族自治县) - 라이빈시(来宾市)

## 구이저우성
구이저우성에는 먀오족, 거라오족, 부이족, 둥족, 투자족, 이족 11개의 자치현이 있다.
- 다오전 거라오족 먀오족 자치현(道眞仡佬族苗族自治县) - 쭌이시(遵义市)
- 우촨 거라오족 먀오족 자치현(务川仡佬族苗族自治县) - 쭌이시
- 전닝 부이족 먀오족 자치현(镇宁布依族苗族自治县) - 안순시(安顺市)
- 쯔윈 먀오족 부이족 자치현(紫云苗族布依族自治县) - 안순시
- 관링 부이족 먀오족 자치현(关岭布依族苗族自治县) - 안순시
- 위핑 둥족 자치현(玉屏侗族自治县) - 퉁런 지구(铜仁地区)
- 쑹타오 먀오족 자치현(松桃苗族自治县) - 퉁런 지구
- 인장 투자족 먀오족 자치현(印江土家族苗族自治县) - 퉁런 지구
- 옌허 투자족 자치현(沿河土家族自治县) - 퉁런 지구
- 웨이닝 이족 후이족 먀오족 자치현(威宁彝族回族苗族自治县) - 비제 지구(毕节地区)
- 싼두 수이족 자치현(三都水族自治县) - 첸난 부이족 먀오족 자치주(黔南布依族苗族自治州)

## 랴오닝성
랴오닝성에는 모두 8개의 자치현이 있다. 만주족(만족), 몽골족이 주를 이룬다.
- 콴뎬 만족 자치현(宽甸满族自治)(단둥시)
- 번시 만족 자치현(本溪满族自治县)(번시시)
- 환런 만족 자치현(桓仁满族自治县)(번시시)
- 슈옌 만족 자치현(岫岩满族自治县)(안산시)
- 카라친쭤이 몽골족 자치현(喀喇沁左翼蒙古族自治县)(차오양시)
- 신빈 만족 자치현(新宾满族自治县)(푸순시)
- 칭위안 만족 자치현(清原满族自治县)(푸순시)
- 푸신 몽골족 자치현(阜新蒙古族自治县)(푸신시)

## 쓰촨성
쓰촨성에는 이족, 티베트족, 창족 4개의 자치현이 있다.
- 마볜 이족 자치현(马边彝族自治县) - 러산시(乐山市)
- 어볜 이족 자치현(峨边彝族自治县) - 러산시
- 무리 티베트족 자치현(木里藏族自治县) - 량산 이족 자치주(凉山彝族自治州)
- 베이촨 창족 자치현(北川羌族自治県) - 몐양시(绵阳市)

## 신장 위구르 자치구
신장 위구르 자치구에는 6개의 자치현이 있다.
- 바리쿤 카자흐 자치현(巴里坤哈萨克自治县) 하미 지구
- 타스쿠얼간 타지크 자치현(塔什库尔干塔吉克自治县) 카스 지구
- 옌치 후이족 자치현(焉耆回族自治县) 바잉궈렁 몽골 자치주
- 무러이 카자흐 자치현(木垒哈萨克自治县) 창지 후이족 자치주
- 차부차얼 시버 자치현(察布查尔錫伯自治县) 이리 카자흐 자치주
- 허부커싸이얼 몽골 자치현(和布克赛尔蒙古自治县) 타청 지구

## 윈난성
윈난성에는 먀오족, 이족, 라후족, 하니족 등 가장 많은 29개의 자치현이 있다.
- 루취안 이족 먀오족 자치현(禄劝彝族苗族自治县) - 쿤밍시(昆明市)
- 스린 이족 자치현(石林彝族自治県) - 쿤밍시
- 쉰뎬 후이족 이족 자치현(寻甸回族彝族自治県) - 쿤밍시
- 위안장 하니족 이족 다이족 자치현(元江哈尼族彝族傣族自治県) - 위시시(玉溪市)
- 신핑 이족 다이족 자치현(新平彝族傣族自治県) - 위시시
- 어산 이족 자치현(峨山彝族自治県) - 위시시
- 닝얼 하니족 이족 자치현(宁洱哈尼族彝族自治县) - 푸얼시(普洱市)
- 징둥 이족 자치현(景東彝族自治県) - 푸얼시
- 전위안 이족 하니족 라후족 자치현(鎮元彝族哈尼族拉祜族自治県) - 푸얼시
- 모장 하니족 자치현(墨江哈尼族自治县) - 푸얼시
- 란창 라후족 자치현(澜沧拉祜族自治县) - 푸얼시
- 시멍 와족 자치현(西盟佤族自治県) - 푸얼시
- 장청 하니족 이족 자치현(江城哈尼族彝族自治県) - 푸얼시
- 멍롄 다이족 라후족 와족 자치현(孟連傣族拉祜族佤族自治県) - 푸얼시
- 솽장 라후족 와족 부랑족 다이족 자치현(双江拉祜族佤族布朗族傣族自治県) - 린창시(临沧市)
- 창위안 와족 자치현(沧源佤族自治县) - 린창시
- 겅마 다이족 와족 자치현(耿马傣族佤族自治县) - 린창시
- 위룽 나시족 자치현(玉龙纳西族自治県) - 리장시(丽江市)
- 닝랑 이족 자치현(宁蒗彝族自治县) - 리장시
- 진핑 먀오족 야오족 다이족 자치현(金平苗族瑶族傣族自治県) - 훙허 하니족 이족 자치주(红河哈尼族彝族自治州)
- 허커우 야오족 자치현(河口瑶族自治県) - 훙허 하니족 이족 자치주
- 핑볜 먀오족 자치현(屏边苗族自治县) - 훙허 하니족 이족 자치주
- 양비 이족 자치현(漾濞彝族自治県) - 다리 바이족 자치주(大理白族自治州)
- 웨이산 이족 후이족 자치현(巍山彝族回族自治県) - 다리 바이족 자치주
- 난젠 이족 자치현(南涧彝族自治县) - 다리 바이족 자치주
- 란핑 바이족 푸미족 자치현(兰坪白族普米族自治县) - 누장 리수족 자치주(怒江傈僳族自治州)
- 궁산 두룽족 누족 자치현(贡山独龙族怒族自治县) - 누장 리수족 자치주
- 웨이시 리수족 자치현(维西傈僳族自治县) - 디칭 티베트족 자치주(迪庆藏族自治州)

## 저장성
저장성에는 1개의 서족 자치현이 있다.
- 징닝 서족 자치현(景宁畲族自治县)(리수이시)

## 지린성
지린성에는 모두 3개의 자치현이 있다. 만주족(만족), 조선족, 몽골족이 주를 이룬다.
- 장백 조선족 자치현(長白朝鮮族自治県) (바이산시)
- 이퉁 만족 자치현(伊通満族自治県)(쓰핑시)
- 첸궈얼뤄쓰 몽골족 자치현(前郭爾羅斯蒙古族自治県) (쑹위안시)

## 충칭시
충칭시에는 투자족, 먀오족의 4개 자치현이 있다.
- 펑수이 먀오족 투자족 자치현(彭水苗族土家族自治县)
- 스주 투자족 자치현(石柱土家族自治县)
- 슈산 투자족 자치현(秀山土家族自治县)
- 유양 투자족 먀오족 자치현(酉阳土家族苗族自治县)

## 칭하이성
칭하이성에는 투족, 후이족, 사라족, 몽골족 7개의 자치현이 있다.
- 다퉁 후이족 투족 자치현(大通回族土族自治县) - 시닝시
- 민허 후이족 투족 자치현(民和回族土族自治县) - 하이둥 지구
- 후주 투족 자치현(互助土族自治县) - 하이둥 지구
- 쉰화 사라족 자치현(循化撒拉族自治县) - 하이둥 지구
- 먼위안 후이족 자치현(门源回族自治县) - 하이베이 티베트족 자치주
- 허난 몽골족 자치현(河南蒙古族自治县) - 하이베이 티베트족 자치주

## 하이난성
하이난성에는 6개의 리족(黎族), 먀오족 자치현이 있다.
- 바이사 리족 자치현(白沙黎族自治県)（zh:白沙黎族自治县)
- 창장 리족 자치현(昌江黎族自治県)（zh:昌江黎族自治县)
- 러둥 리족 자치현(楽東黎族自治県)（zh:乐东黎族自治县)
- 링수이 리족 자치현(陵水黎族自治県)（zh:陵水黎族自治县)
- 바오팅 리족 먀오족 자치현(保亭黎族苗族自治県)（zh:保亭黎族苗族自治县)
- 충중 리족 먀오족 자치현(瓊中黎族苗族自治県)（zh:琼中黎族苗族自治县)

## 후난성
후난성에는 7개의 둥족, 먀오족, 야오족 자치현이 있다.
- 청부 먀오족 자치현(城歩苗族自治県) - 사오양시(邵阳市)
- 장화 야오족 자치현(江華瑶族自治県) - 융저우시(永州市)
- 신황 둥족 자치현(新晃侗族自治県) - 화이화시(怀化市)
- 즈장 둥족 자치현(芷江侗族自治県) - 화이화시
- 퉁다오 둥족 자치현(通道侗族自治県) - 화이화시
- 징저우 먀오족 둥족 자치현(靖州苗族侗族自治県) - 화이화시
- 마양 먀오족 자치현(麻陽苗族自治県) - 화이화시

## 후베이성
후베이성에는 2곳의 투자족 자치현이 있다.
- 우펑 투자족 자치현(五峰土家族自治県) - 이창시(宜昌市)
- 창양 투자족 자치현(長陽土家族自治県) - 이창시

## 허베이성
허베이성에는 모두 6개의 자치현이 있다. 만주족(만족)과 후이족이 주를 이룬다.
- 칭룽 만족 자치현(青龙满族自治县) (친황다오시)
- 펑닝 만족 자치현(丰宁满族自治县) (청더시)
- 웨이창 만족 몽골족 자치현(围场满族蒙古族自治县) (청더시)
- 관청 만족 자치현(宽城满族自治县) (청더시)
- 멍춘 후이족 자치현(孟村回族自治县) (창저우시)
- 다창 후이족 자치현(大厂回族自治县) (랑팡시)

## 헤이룽장성
헤이룽장성에는 1개의 몽골족 자치현이 있다.
- 두얼보터 몽골족 자치현 (杜尔伯特蒙古族自治县) (다칭시)

## 같이 보기
- 중국의 소수민족
- 중화인민공화국의 행정 구역